# امیرحسین تکیان

دکتر امیرحسین تکیان در دوران فعالیت خود در وزارت بهداشت، درمان و آموزش پزشکی ایران

## امیرحسین تکیان
امیرحسین تکیان (زاده ۹ خرداد ۱۳۵۴، قم) پزشک، استاد تمام سیاست‌گذاری سلامت و بنیانگذار رسمی حوزه سلامت جهانی در ایران است. او استاد گروه مدیریت، سیاست‌گذاری و اقتصاد سلامت دانشکده بهداشت دانشگاه علوم پزشکی تهران و بنیان‌گذار مرکز تعالی سلامت جهانی این دانشگاه است [۲][۱][۸] امیرحسین تکیان نقش برجسته‌ای در توسعه سیاست‌های سلامت، آموزش عالی و همکاری‌های ملی و بین‌المللی سلامت ایفا کرده است [۳]

## زندگی و تحصیلات
امیرحسین تکیان در ۹ خرداد ۱۳۵۴ در قم متولد شد. دوره دکترای پزشکی عمومی را در دانشگاه علوم پزشکی تهران به پایان رساند. وی دارای کارشناسی ارشد مدیریت منابع انسانی از سازمان مدیریت صنعتی و همچنین کارشناسی ارشد و دکترای تخصصی سیاست‌گذاری سلامت از دانشکده بهداشت و پزشکی گرمسیری لندن (LSHTM) است.[۴] او دوره پسادکتری سلامت جهانی را در دانشگاه کالج لندن (UCL) گذرانده و عضو مادام‌العمر آکادمی آموزش عالی بریتانیا (FHEA) است.[۵]

## مسئولیت‌ها
امیرحسین تکیان رییس بین المللی مجمع جهانی سلامت در سال ۲۰۱۹، عضو هیئت ممتحنه سیاست‌گذاری و اقتصاد سلامت ایران، عضو هیئت عامل اجلاس جهانی سلامت (آلمان)، عضو بنیانگذار شورای عالی بنیاد ویرشو آلمان،عضو منتخب کمیته علمی اتحاد تحقیقات سیاست‌گذاری سلامت و نظام های سلامت سازمان جهانی سلامت (WHO)، و عضو پیوسته فرهنگستان علوم پزشکی جمهوری اسلامی ایران است.[۶] وی در مسئولیت‌هایی چون مشاور سیاست‌گذاری سلامت ریاست دانشگاه علوم پزشکی تهران، رئیس مؤسس اندیشکده حکمرانی خوب برای سلامت، و مشارکت در شورای عالی برنامه‌ریزی وزارت بهداشت، و همچنین پروژه‌های آموزشی و پژوهشی در سطح سازمان جهانی سلامت، فعالیت داشته است.[۷]

## افتخارات
- پژوهشگر برتر دانشگاه علوم پزشکی تهران [۹]
- چهره منتخب ملی مسئولیت اجتماعی و حرفه‌ای – تقدیر شده توسط مجلس شورای اسلامی [۱۰]
- شخصیت بین‌المللی سال دانشگاه علوم پزشکی تهران [۱۱]
- کسب جوایز ملی و بین‌المللی آموزش و سلامت (AMEE، جشنواره مطهری و …)[۱۲]
- عضویت پیوسته فرهنگستان علوم پزشکی جمهوری اسلامی ایران [۱۳]